# Thunderbird Classic 1979
Thunderbird Classic 1979 - жіночий тенісний турнір, що проходив на відкритих кортах з твердим покриттям Arizona Biltmore Hotel у Фініксі (США). Належав до турнірів категорії AAA в рамках Colgate Series 1979. Турнір відбувся вдев'яте і тривав з 10 жовтня до 14 жовтня 1979 року. Перша сіяна Мартіна Навратілова успішно захистила свій минулорічний титул й отримала за це 20 тис. доларів США.

## Фінальна частина

### Одиночний розряд
Мартіна Навратілова —  Кріс Еверт 6–1, 6–3
- Для Навратілової це був 9-й титул за сезон і 33-й — за кар'єру.

### Парний розряд
Бетті Стов /  Венді Тернбулл —  Розмарі Казалс /  Кріс Еверт 6–4, 7–6(7–4)

## Розподіл призових грошей
| Дисципліна       | П       | F       | 3-тє   | 4-те   | ЧФ     | 1/8    | 1/16 |
| Одиночний розряд | $20,000 | $10,000 | $4,950 | $4,650 | $2,100 | $1,100 | $550 |

## Нотатки
1. ↑  Турніри з призовими для жінок принаймні 100 тис. доларів.[1]